# Aplidium falklandicum
Aplidium falklandicum är en sjöpungsart som beskrevs av C.S. Millar 1960. Aplidium falklandicum ingår i släktet Aplidium och familjen klumpsjöpungar. Inga underarter finns listade i Catalogue of Life.